# Diócesis de Down y Connor
La diócesis de Down y Connor (en latín: Dioecesis Dunensis et Connorensis, en inglés: Roman Catholic Diocese of Down and Connor y en irlandés: Deoise An Dúin agus Chonaire) es una circunscripción eclesiástica de la Iglesia católica en Irlanda del Norte en el Reino Unido. Se trata de una diócesis latina, sufragánea de la arquidiócesis de Armagh. Desde el 2 de febrero de 2024 su obispo es Alexander Aloysius (Alan) McGuckian, de la Compañía de Jesús.

## Territorio y organización

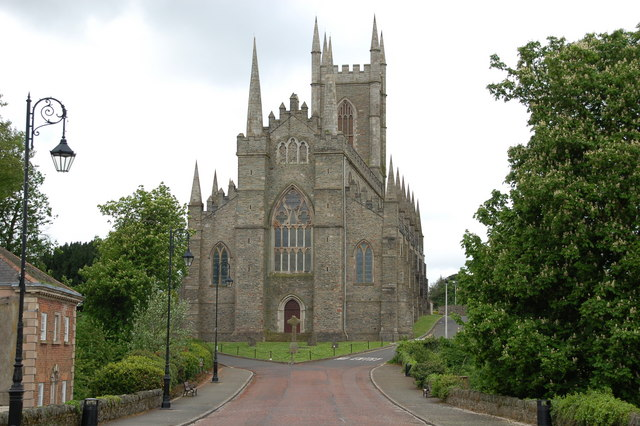
Catedral de la Santísima e Indivisa Trinidad, en Downpatrick, reducida a ruinas en 1539 y restaurada, hoy perteneciente a la Iglesia de Irlanda

La diócesis tiene 2419 km² y extiende su jurisdicción sobre los fieles católicos de rito latino residentes en parte de Irlanda del Norte, comprendiendo la mayor parte de los condados de Antrim y de Down y una parte menor del condado de Derry.

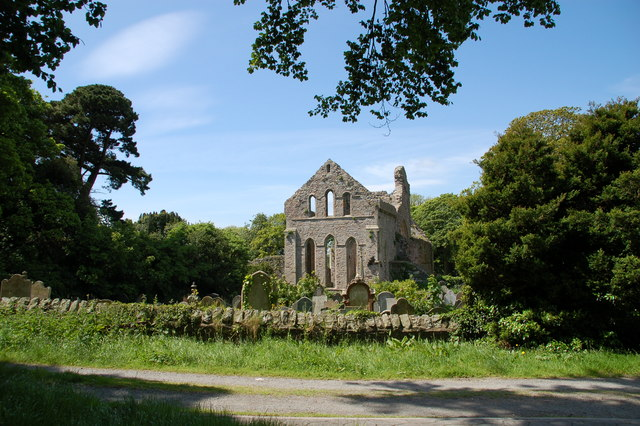
Ruinas de la abadía cisterciense de Grey (Grey Abbey), fundada en 1193

La sede de la diócesis se encuentra en la ciudad de Belfast, en donde se halla la Catedral de San Pedro. En Downpatrick se encuentra la Catedral de la Santísima e Indivisa Trinidad, reducida a ruinas en 1539 y restaurada en forma gótica en los siglos XVIII-XIX, hoy perteneciente a la diócesis de Down y Dromore de la Iglesia de Irlanda.

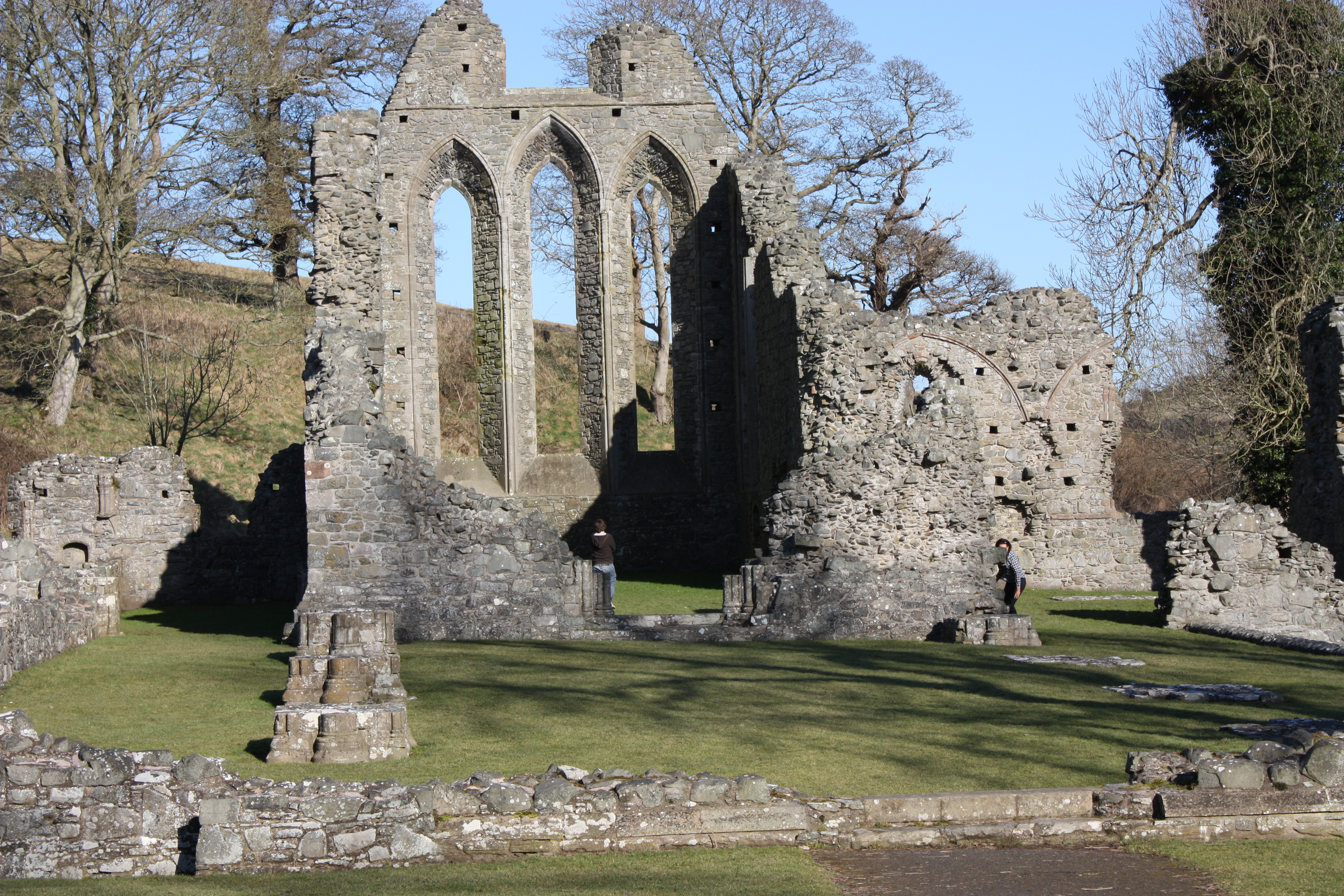
Ruinas de la abadía cisterciense de Inch, cerca de Downpatrick, fundada entre 1187 y 1189

En 2023 en la diócesis existían 86 parroquias.

## Historia

### Diócesis de Connor
El origen de la diócesis de Connor o Dalaradia es bastante oscuro y se remonta al siglo VI. La diócesis de Connor se dice fue erigida por Macanisio de Connor (Mac Nisse), quien murió en 514. El Sínodo de Ráth Breasail de 1111 retuvo la sede de Connor, mientras que las sedes menores asociadas: Kilroot, Drumtullagh, Culfeightrim, Coleraine, Inispollen, Armoy y Rashee, aparecen ya extinguidas en ese momento. El sínodo definió como su territorio el de Dalriada. El Sínodo de Kells de 1152 confirmó la diócesis.

### Diócesis de Down
Los orígenes de la diócesis son bastante oscuros y se remonta al siglo V. Sin embargo, hasta el siglo XII la Iglesia en Irlanda estaba bastante dividida en distritos eclesiásticos encabezados por monasterios, donde los abades a veces recibían la consagración episcopal. Esto también explicaría cómo en el primer milenio la sede de Down aparece asociada a sedes menores, de las que no se conserva el episcopologio, ni está claro cómo se extinguieron. Para Down las sedes menores asociadas fueron Raholp, Gortgrib, Bright, Mahee Island, Moghera, Moville y Bangor Se conocen varios obispos de estas sedes menores, que parecen ser abades, obispos consagrados o corepíscopos.
La diócesis de Down fue erigida, según la tradición, por san Patricio y el obispado se estableció en la ciudad de Dun Celtair, hoy Downpatrick. El primer obispo conocido es san Fergo, que murió en el 583, pero hay pocos nombres de obispos conocidos para el 1er milenio en la sede de Down.
El Sínodo de Ráth Breasail de 1111, que estableció los distritos diocesanos en Irlanda aboliendo los monásticos, retuvo la sede de Down, mientras que las sedes menores aparecen ya extinguidas en ese momento. El sínodo también definió los territorios sobre los que los obispos habrían extendido su jurisdicción: los obispos de Down en el territorio de Ulidia. El Sínodo de Kells de 1152 confirmó la diócesis. Entre los dos sínodos reformadores, las diócesis de Down y de Connor aparecen unidas in persona episcopi del santo obispo Malaquías de Armagh, quien fue uno de los principales reformadores de la Iglesia irlandesa del siglo XII.
La invasión de los anglo-normandos también afectó a las diócesis irlandesas. En 1177 el obispo de Down fue encarcelado por John de Courcy que había tomado posesión de la ciudad y que en 1183 expulsó a los canónigos, reemplazándolos por monjes benedictinos ingleses. La propia Catedral de Down cambió su título del de la Santísima Trinidad al de San Patricio, cuyas reliquias se trasladaron solemnemente el 9 de junio de 1186.
En el siglo XIII los capítulos de la Catedral de Down y el Monasterio de Bangor reclamaron el derecho a elegir al obispo y ser la verdadera catedral de la diócesis. El papa Inocencio IV resolvió el asunto a favor de Downpatrick en 1244. Pero la disputa continuó y provocó una crisis en 1257, cuando los dos capítulos eligieron dos obispos, Reginald y Thomas Liddell. El primero fue confirmado por el arzobispo de Armagh; el segundo apeló a Roma, que estuvo de acuerdo con él en 1265; pro bono pacis Reginald fue transferido a Cloyne.
Las listas de impuestos de principios del siglo XIV dan una imagen estadística de la diócesis en ese período: la diócesis de Down tenía 72 parroquias, 11 vicariatos y 40 capillas.

### Diócesis de Down y Connor
Las diócesis de Down y Connor se unieron el 29 de julio de 1439 a partir del cese del episcopado del último de los dos obispos; estos fueron los acuerdos hechos por los dos obispos, John di Fossade y John Cely, aprobados por Enrique VI (1438) y por el papa Eugenio IV (1439). Pero las cosas se complicaron cuando, tras deponer a John Cely en 1441 por su mala conducta, el arzobispo de Armagh se negó a reconocer a John de Fossade como único obispo. Incluso la Santa Sede, al olvidar los acuerdos tomados, contribuyó a hacer aún más confusa la situación; en 1445 nombró al agustino para las dos sedes unidas, Ralph Aderle, que murió prematuramente y fue sustituido por Thomas Pollard, que fue consagrado en Roma en la basílica de Santa María del Popolo. Cuando Pollard llegó a Irlanda, encontró su sede ocupada por John de Fossade y solo después de su muerte pudo tomar posesión de las sedes combinadas de Down y Connor.
Después de la Reforma protestante, comenzó un período turbulento para la diócesis: la sucesión episcopal se duplicó, con el nacimiento de un episcopado anglicano, y todas las estructuras católicas, incluidas las catedrales, fueron confiscadas por los anglicanos. El obispo Robert Blyth aceptó la supremacía del rey Eduardo VIII de Inglaterra en 1539 y pasó a ser obispo cismático anglicano de la diócesis, renunció en 1541. Eugene Magennis fue nombrado en su lugar por el papa el 16 de junio de 1539, pero el 8 de mayo de 1542 se pasó al cisma anglicano y fue confirmado por el rey. Tras la muerte del rey Eduardo VI de Inglaterra el 6 de julio de 1553 ascendió al trono la católica María I Tudor, quien por ley del Parlamento del 12 de noviembre de 1554 derogó el Acta de Supremacía y luego se abolió toda la legislación religiosa aprobada contra el papado a partir de 1529. El obispo Eugene Magennis retornó al catolicismo y retuvo la diócesis, incluso después de que el 17 de noviembre de 1558 falleciera la reina María y fuera sucedida por Isabel I, quien con otra Acta de Supremacía del 8 de mayo de 1559 restauró la independencia de la Iglesia anglicana y rompió definitivamente con la Santa Sede. Magennis, ya protestante, se mantuvo en el cargo hasta su muerte en 1563. El 6 de junio de 1565 la reina Isabel nombró a James MacCawell continuando la sucesión anglicana en la diócesis de Down y Connor.
Mientras que el 12 de octubre de 1565 el papa nombró a Miler Magrath, quedando la diócesis dividida, sin embargo, en 1567 se pasó al anglicanismo y el 14 de marzo de 1580 fue depuesto por el papa Gregorio XIII. Su sucesor Donat O'Gallagher nunca llegó a su sede; su sucesor Conor O'Devany, que estuvo entre los prelados irlandeses que se reunieron en secreto en 1587 para promulgar los decretos del Concilio de Trento, fue encarcelado varias veces y finalmente juzgado por alta traición, condenado a muerte y ahorcado el 1 de febrero de 1612; el papa Juan Pablo II lo beatificó como mártir el 27 de septiembre de 1992. Desde 1612, la sede permaneció vacante hasta 1717, con breves interrupciones.
Un documento de 1615 (llamado The Terrier) informa de la situación de la diócesis a esa fecha, que incluía un total de 17 parroquias, 12 en el territorio de Down y 5 en el de Connor; probablemente el documento se refiere sólo a las iglesias de la diócesis donde estaba presente un sacerdote.
La diócesis revivió gradualmente a medida que disminuía la persecución de los católicos. Se construyeron muchas iglesias nuevas en el siglo XIX, incluidas cuarenta en el período de 1810 a 1840. Alrededor de 1800 la diócesis incluía 33 parroquias y 12 vicariatos; el Directorio Católico de 1845 menciona 37 parroquias, 24 vicariatos y un total de 82 iglesias, mientras que el de 1900 reporta 54 parroquias, 74 vicariatos y un total de 114 iglesias.
El obispado se trasladó a Belfast, ciudad donde en 1708 había sólo siete católicos y donde recién en 1783 se construyó la primera iglesia católica. La actual Catedral de San Pedro se construyó a partir de la década de 1860: tuvo el título de procatedral durante mucho tiempo y recién fue declarada catedral en 1986 mediante el decreto Spirituali Christifidelium.
En el siglo XX la diócesis se vio envuelta en un escándalo relativo a los abusos sexuales de menores cometidos décadas antes por dos sacerdotes; la diócesis y la víctima acordaron un arreglo extrajudicial con una indemnización del orden de cientos de miles de euros.
En la Iglesia de Irlanda la diócesis de Down y Connor continuó paralelamente a la diócesis católica y en 1842 su fusionó con la diócesis de Dromore en 1842 para formar la diócesis de Down, Connor y Dromore. Esta estructura se mantuvo hasta 1945, cuando las diócesis se dividieron en las actuales diócesis de Down y Dromore y de Connor.

## Estadísticas
Según el Anuario Pontificio 2024 la diócesis tenía a fines de 2023 un total de 408 660 fieles bautizados.
| Año                                                                             | Población            | Población | Población      | Sacerdotes | Sacerdotes    | Sacerdotes    | Bautizados por sacerdote | Diáconos permanentes | Religiosos | Religiosos | Parroquias |
| Año                                                                             | Bautizados católicos | Total     | % de católicos | Total      | Clero secular | Clero regular | Bautizados por sacerdote | Diáconos permanentes | Varones    | Mujeres    | Parroquias |
| ------------------------------------------------------------------------------- | -------------------- | --------- | -------------- | ---------- | ------------- | ------------- | ------------------------ | -------------------- | ---------- | ---------- | ---------- |
| 1950                                                                            | 182 186              | 755 382   | 24.1           | 264        | 213           | 51            | 690                      |                      | 112        | 514        | 62         |
| 1970                                                                            | 259 006              | 985 748   | 26.3           | 341        | 257           | 84            | 759                      |                      | 245        | 2          | 73         |
| 1980                                                                            | 297 000              | 1 060 000 | 28.0           | 277        | 207           | 70            | 1072                     |                      | 217        | 389        | 76         |
| 1990                                                                            | 298 000              | 1 162 000 | 25.6           | 282        | 213           | 69            | 1056                     |                      | 149        | 437        | 84         |
| 1999                                                                            | 307 394              | 1 000     | 30.7           | 275        | 208           | 67            | 1117                     |                      | 118        | 335        | 88         |
| 2000                                                                            | 310 513              | 1 000     | 31.1           | 272        | 205           | 67            | 1141                     |                      | 114        | 327        | 88         |
| 2001                                                                            | 312 056              | 1 000     | 31.2           | 272        | 201           | 71            | 1147                     |                      | 113        | 310        | 88         |
| 2002                                                                            | 315 381              | 1 000     | 31.5           | 267        | 196           | 71            | 1181                     |                      | 111        | 305        | 88         |
| 2003                                                                            | 313 093              | 1 000     | 31.3           | 251        | 190           | 61            | 1247                     |                      | 99         | 293        | 88         |
| 2004                                                                            | 317 622              | 1 000     | 31.8           | 253        | 189           | 64            | 1255                     |                      | 101        | 289        | 88         |
| 2006                                                                            | 321 021              | 1 000     | 32.1           | 243        | 183           | 60            | 1321                     |                      | 93         | 266        | 88         |
| 2013                                                                            | 464 429              | 1 017 000 | 45.7           | 219        | 167           | 52            | 2120                     |                      | 79         | 192        | 87         |
| 2016                                                                            | 467 500              | 1 022 000 | 45.7           | 218        | 164           | 54            | 2144                     |                      | 77         | 157        | 87         |
| 2019                                                                            | 402 470              | 977 600   | 41.2           | 208        | 153           | 55            | 1934                     | 8                    | 77         | 132        | 87         |
| 2021                                                                            | 403 000              | 977 370   | 41.2           | 190        | 141           | 49            | 2121                     | 8                    | 71         | 111        | 87         |
| 2023                                                                            | 408 660              | 991 000   | 41.2           | 176        | 131           | 45            | 2321                     | 15                   | 68         | 98         | 86         |
| Fuente: Catholic-Hierarchy, que a su vez toma los datos del Anuario Pontificio. |                      |           |                |            |               |               |                          |                      |            |            |            |

## Episcopologio

### Obispos de Down
- San Fergus † (?-30 de marzo de 583 falleció)
- Suibhne MacFergus † (?-823 falleció)
- Fingen † (?-962 falleció)
- Flaherty † (?-1043 falleció)
- Maolkevin † (?-1086 falleció)
- Samuel † (mencionado en 1096)
- Maolmaire † (?-1117 falleció)
- Óengus Ua Gormáin † (?-1123 falleció)
- San Malaquías O'Morgair † (1124-1134 nombrado arzobispo de Armagh)
- San Malaquías O'Morgair † (1137-2 de noviembre de 1148 falleció) (por segunda vez)[nota 3]
- Malaquías II † (1148-1175 falleció)
- Gilla MacCormic † (1175-1175 falleció)
- Malaquías III † (1176-circa 1201 falleció)
- Ralph † (1202-1213 falleció)
- Thomas † (1213-1242 falleció)
- Randal † (antes de 1251-después del 30 de julio de 1256 falleció)
- Reginald † (antes del 11 de abril de 1258-1265 nombrado obispo de Cloyne)
- Thomas Liddell † (5 de junio de 1266-1276[nota 4] falleció)
- Nicholas † (antes del 19 de marzo de 1276-4 de marzo de 1304 falleció)
- Thomas Kittell † (julio de 1305-1313 falleció)
- Thomas Bright † (1314-1327 falleció)
- Ralph of Kilmessan, O.F.M. † (12 de diciembre de 1328-agosto de 1353 falleció)[nota 5]
- Richard I Calf † (4 de diciembre de 1353-octubre de 1365 falleció)
- William, C.R.S.A. † (8 de junio de 1366-agosto de 1368 falleció)
- Richard II Calf † (19 de febrero de 1369-16 de mayo de 1386 falleció)
- John Ross † (8 de noviembre de 1386-1394 falleció)
- John Donegan, O.S.B. † (16 de septiembre de 1394-1412 falleció)
- John Cely, O.S.B. † (28 de julio de 1413-mayo de 1441 depuesto)

### Obispos de Down y Connor
- John of Fossade † (1441-?)

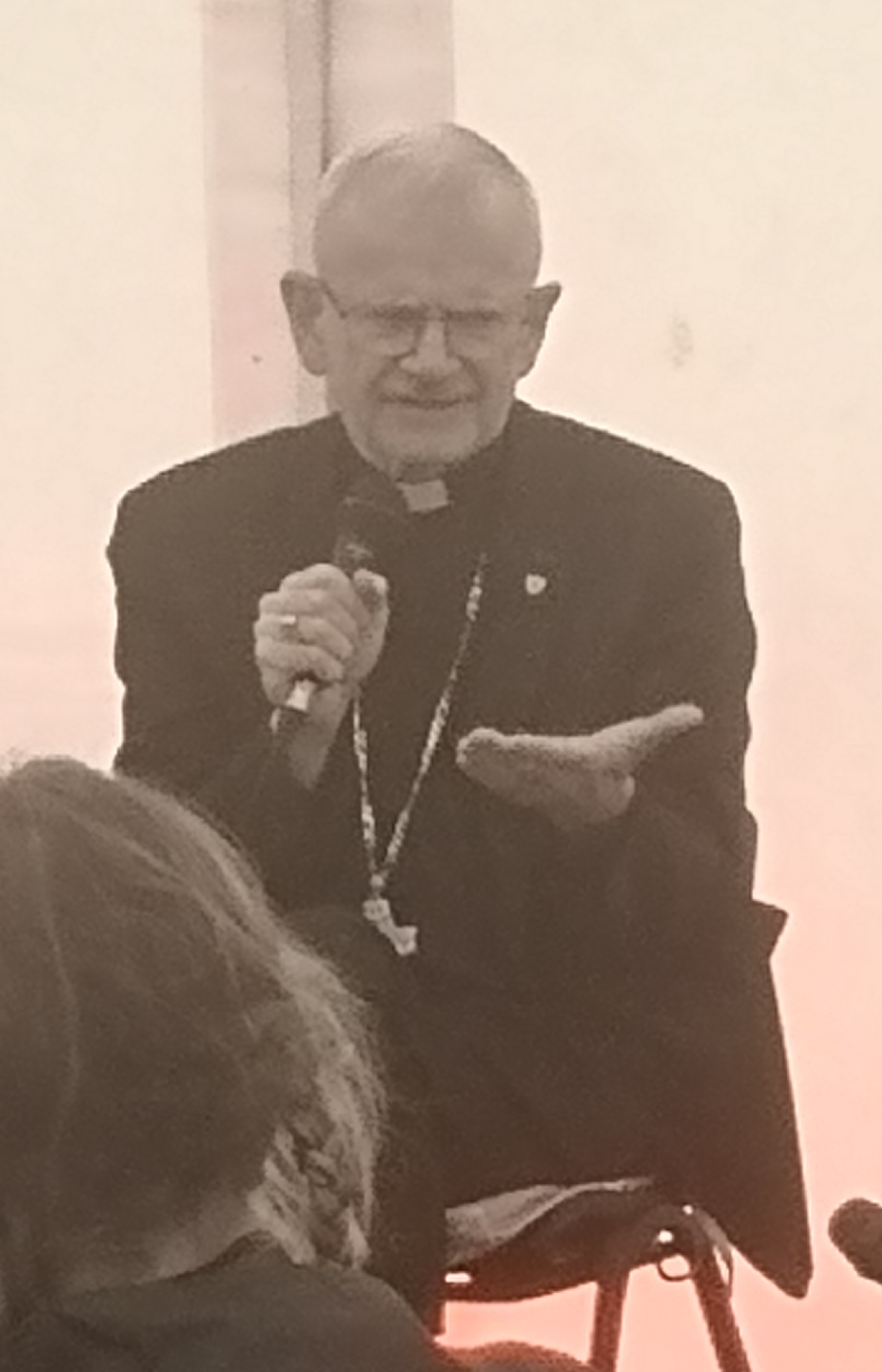
Alan McGuckian, obispo de Down y Connor desde 2024

- Ralph Aderle, O.E.S.A. † (26 de abril de 1445-?)
- Thomas Pollard † (21 de junio de 1447-1450 o 1451 falleció)
- Richard Wolsey, O.P. † (21 de junio de 1451-?)
- Thomas, O.S.B. † (24 de agosto de 1453-circa 1468 falleció)
- Thady † (10 de julio de 1469-1485 falleció)
- Tiberio Ugolino[nota 6] † (1 de septiembre de 1485-después de 1517)
- Robert Blyth, O.S.B. † (16 de abril de 1520-1539 aceptó la supremacía real y pasó a ser cismático)
- Eugene Magennis † (16 de junio de 1539-8 de mayo de 1542 aceptó la supremacía real y pasó a ser cismático)
  - Eugene Magennis † (8 de mayo de 1542-2 de noviembre de 1554 derogación del Acta de Supremacía, retornó al catolicismo) (obispo cismático anglicano)
- Eugene Magennis † (2 de noviembre de 1554-8 de mayo de 1559 Acta de Supremacía, pasó a ser protestante)
  - Eugene Magennis † (8 de mayo de 1559-1563 falleció) (obispo anglicano)
- Miler Magrath, O.F.M.Conv. † (12 de octubre de 1565-14 de marzo de 1580 depuesto al aceptar la supremacía real y pasar a ser anglicano en 1567)
- Donat O'Gallagher, O.F.M.Obs. † (23 de marzo de 1580-fines de 1581 falleció)
- Beato Conor O'Devany, O.F.M. † (27 de abril de 1582-1 de febrero de 1612 falleció)
  - Sede vacante (1612-1630)
- Bonaventura Magennis, O.F.M.Obs. † (22 de abril de 1630-24 de abril de 1640 falleció)
- Heber MacMahon † (10 de marzo de 1642-27 de junio de 1643 nombrado obispo de Clogher)
  - Sede vacante (1643-1647)
- Arthur Magennis, O.Cist. † (11 de marzo de 1647-1652 falleció)
  - Sede vacante (1652-1671)
- Daniel Mackey † (4 de mayo de 1671-24 de diciembre de 1673 falleció)
  - Sede vacante (1674-1717)
- James O'Shiel, O.F.M. † (2 de octubre de 1717-13 de agosto de 1724 falleció)
  - Sede vacante (1724-1727)
- John Armstrong † (7 de abril de 1727-diciembre de 1739 falleció)
- Francis Stuart, O.F.M.Ref. † (19 de septiembre de 1740-mayo de 1749 falleció)
- Edmund O'Doran † (30 de enero de 1751-18 de junio de 1760 falleció)
- Theophilus McCartan † (10 de septiembre de 1760-16 de diciembre de 1778 falleció)
- Hugh MacMullan † (11 de agosto de 1779-25 de octubre de 1794 falleció)
- Patrick MacMullan † (25 de octubre de 1794 por sucesión-25 de octubre de 1824 falleció)
- William Crolly † (6 de febrero de 1825-8 de mayo de 1835 nombrado arzobispo de Armagh)
- Cornelius Denvir † (22 de septiembre de 1835-4 de mayo de 1865 renunció)
- Patrick Dorrian † (4 de mayo de 1865 por sucesión-3 de noviembre de 1885 falleció)
- Patrick MacAlister † (26 de febrero de 1886-26 de marzo de 1895 falleció)
- Henry Henry † (6 de agosto de 1895-8 de marzo de 1908 falleció)
- John Tohill † (9 de junio de 1908-4 de julio de 1914 falleció)
- Joseph MacRory † (9 de agosto de 1915-22 de junio de 1928 nombrado arzobispo de Armagh)
- Daniel Mageean † (29 de mayo de 1929-17 de enero de 1962 falleció)
- William J. Philbin † (5 de junio de 1962-24 de agosto de 1982 retirado)
- Cahal Brendan Daly † (24 de agosto de 1982-6 de noviembre de 1990 nombrado arzobispo de Armagh)
- Patrick Joseph Walsh † (18 de marzo de 1991-22 de febrero de 2008 retirado)
- Noël Treanor † (22 de febrero de 2008-26 de noviembre de 2022 nombrado nuncio apostólico ante la Unión Europea)[nota 7]
- Alexander Aloysius (Alan) McGuckian, S.I., desde el 2 de febrero de 2024